# Migliori prestazioni italiane nel lancio del disco
La lista delle migliori prestazioni italiane nel lancio del disco, aggiornata periodicamente dalla Federazione Italiana di Atletica Leggera, raccoglie i migliori risultati di tutti i tempi degli atleti italiani nella specialità del lancio del disco.

## Maschili
Statistiche aggiornate al 2 ottobre 2022.
|     | Misura  | Atleta                | Luogo   | Data           |
| --- | ------- | --------------------- | ------- | -------------- |
| 1.  | 67,62 m | Marco Martino         | Spoleto | 28 maggio 1989 |
| 2.  | 67,36 m | Giovanni Faloci       | Spoleto | 29 giugno 2021 |
| 3.  | 66,96 m | Marco Bucci           | Formia  | 30 giugno 1984 |
| 4.  | 65,10 m | Silvano Simeon        | Roma    | 27 maggio 1976 |
| 5.  | 65,01 m | Hannes Kirchler       | Bolzano | 4 giugno 2007  |
| 6.  | 64,93 m | Nazzareno Di Marco    | Latina  | 6 luglio 2019  |
| 7.  | 64,69 m | Diego Fortuna         | Ravenna | 24 giugno 2000 |
| 8.  | 64,49 m | Cristiano Andrei      | Lucca   | 6 maggio 2003  |
| 9.  | 64,48 m | Armando De Vincentiis | Roma    | 27 maggio 1976 |
| 10. | 64,26 m | Luciano Zerbini       | Bologna | 2 agosto 1993  |

## Femminili
Statistiche aggiornate al 16 luglio 2023.
|     | Misura  | Atleta               | Luogo                    | Data             |
| --- | ------- | -------------------- | ------------------------ | ---------------- |
| 1.  | 64,57 m | Daisy Osakue         | Pietrasanta              | 11 giugno 2023   |
| 2.  | 63,66 m | Agnese Maffeis       | Rieti                    | 12 giugno 1996   |
| 3.  | 59,80 m | Stefania Strumillo   | Amsterdam                | 6 luglio 2016    |
| 4.  | 59,74 m | Cristiana Checchi    | Milano                   | 23 giugno 2007   |
| 5.  | 59,50 m | Tamara Apostolico    | Spalato                  | 12 maggio 2012   |
| 6.  | 59,21 m | Laura Bordignon      | San Benedetto del Tronto | 24 febbraio 2008 |
| 7.  | 59,12 m | Valentina Aniballi   | Tarquinia                | 13 giugno 2018   |
| 8.  | 57,54 m | Maria Stella Masocco | Tirrenia                 | 14 maggio 1972   |
| 8.  | 57,54 m | Maria Marello        | Verona                   | 19 giugno 1986   |
| 10. | 57,11 m | Emily Conte          | Espoo                    | 14 luglio 2023   |